# Río Piquirí
El río Piquiri es un río brasileño que discurre por el estado de Paraná. Es uno de los principales afluentes por la margen izquierda del río Paraná en territorio brasileño. Sus fuentes están en el centro-sur del estado, cerca de la localidad de Paiquerê, en el municipio de Campina do Simão.
- Datos: Q2863644
- Multimedia: Piquiri River (Paraná) / Q2863644